# 重庆市人民小学校
重庆市人民小学校创办于1945年11月19日，当时名为晋冀鲁豫军区干部子弟校。
现址位于中华人民共和国重庆市渝中区中山四路11号，是重庆市教委直属小学、重庆市首批示范学校。
现任校长是杨浪浪。